# أشجان (اسم)
أَشْجَان هو اسم علم مؤنث من أصل عربي، ومعناه هو الهم والحزن والهوى، والأشجان الأغصان الملتفة المشتبكة، الشعبة من كل شيء.